# انستیتوی ملی وکالت آزمایشی

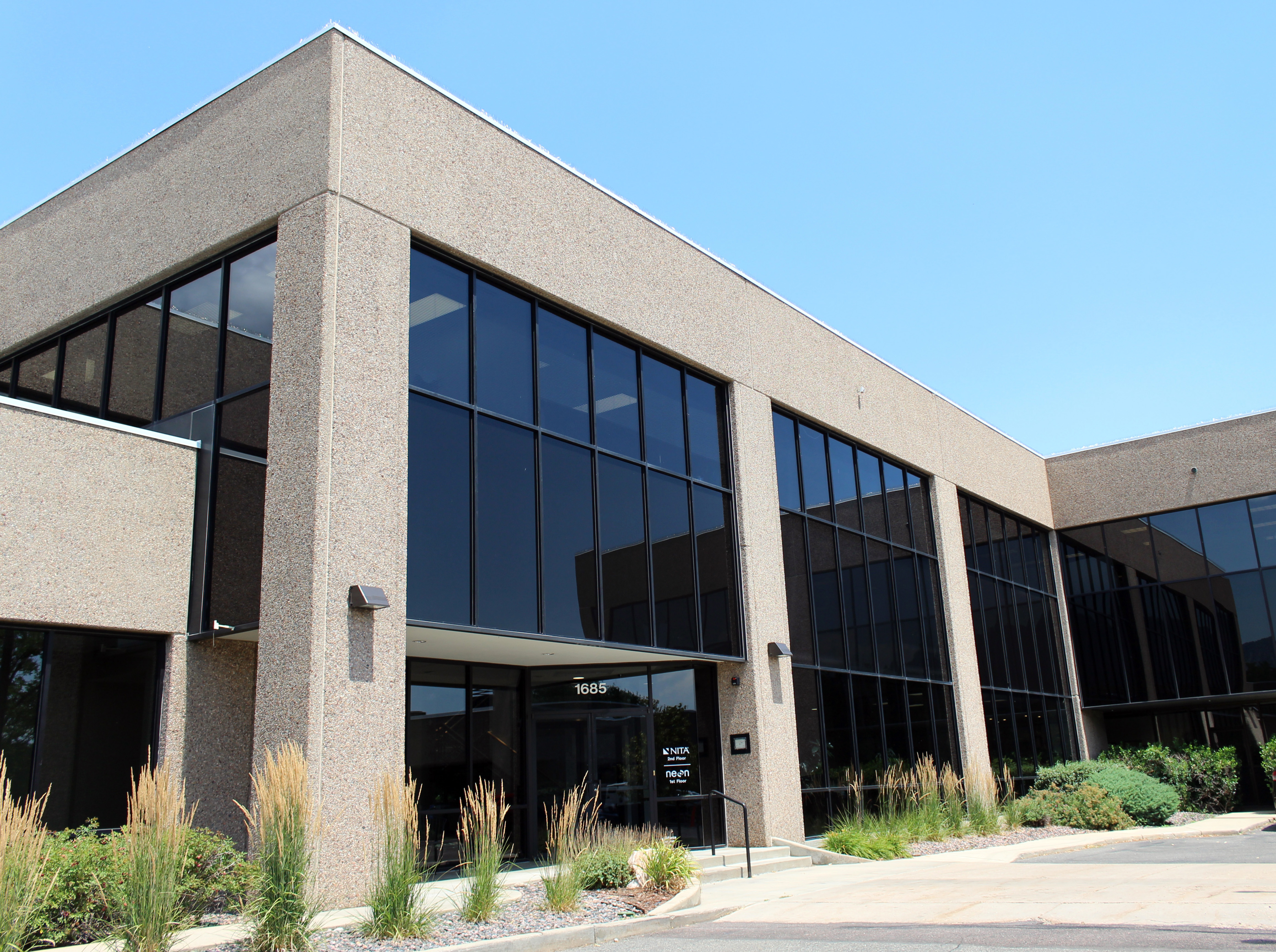
مقر سابق انستیتوی ملی وکالت آزمایشی(۲۰۲۱-۲۰۱۰) در بولدر، کلرادو

انستیتوی ملی وکالت آزمایشی (NITA) یک سازمان غیرانتفاعی آمریکایی است که در زمینه مهارتهای وکالت آزمایشی به وکلا آموزش می‌دهد.
بنیانگذاری NITA در سال ۱۹۷۱ توسط کمیته طرفداری بخش مدیریت قضایی کانون وکلای دادگستری آمریکا به وجود آمد، که در تلاش بود تا با کمبود وکلای محاکمه روبرو شود. جمعی از استادان و حقوقدانان نتیجه گرفتند که آموزش کارآزمایی با انجام کارآزمایی بهترین رویکرد برای پر کردن این شکاف است. جلسه ملی افتتاحیه در تاریخ ۲۵ ژوئن تا ۲۱ ژوئیه سال ۱۹۷۲ در دانشگاه کلرادو بولدر برگزار شد.
در جلسات ملی شرکت کنندگان از سراسر کشور نحوه ارائه بهتر وکالت در سالن اجتماعات تدریس می‌شوند. جلسه ملی هر سال از سال ۱۹۷۲ برگزار می‌شود.
در سال ۱۹۷۲، NITA برگزاری جلسات آموزش کارآزمایی عمومی را در انواع تخصص‌های مختلف در سراسر کشور و همچنین دوره‌های مهارت دیگر، از جمله رسمیت  سپرده گذاری (قانون) و مهارت‌های فناوری شروع کرد.